# バカリズム THE MOVIE
『バカリズム THE MOVIE』（ばかりずむざむーびー）は、2012年に公開されたコメディ映画。

## 概要
5つの短編で構成されたオムニバス作品。升野英知（バカリズム）は、”ほぼ”監督・脚本を務め、全ての作品に出演している。シネマート六本木にて全4日間の単館上映され、同年夏より全国劇場公開。

## キャスト
『（株）ROCK』
- 矢吹英二 - 津田寛治
- 堀田紀夫 - 渡辺哲
- 坂田雅彦
- 沢田浩二郎 - 新納敏正
- 権藤久 - 大村波彦
- 竹井亮介
- 堀本能礼
- 江端英久
- 仲田敬治
- 升野英知 - 升野英知

『メンコバトラーM』（アニメーション）※全て声の出演
- 升野英知 - 升野英知
- 升野の父親／サーペンター・M - 二又一成
- 裏表捲（うらおもて めくる） - 武虎
- 面堂麗子 - 小金沢篤子
- MC - DJ.ナイク
- アナウンサー - 関根正明
- チンピラ - 喜山茂雄
- 舎弟 - 田辺康彦
- 子供A - 石川静
- 子供B - 上田早紀

『トップアイドルと交際する事への考察』
- 俺 - 升野英知
- A子 - 岡野真也
- 鎌苅健太
- 川上ジュリア
- 俺の彼女 - 大住真梨子
- 山下直志
- 加藤文也
- ジュドーズ直矢
- 深田純

『魔スノが来たりて口笛を吹く』
- 升野英知
- 山崎樹範
- 石井智也
- 井越有彩
- 内山純
- 新井海人
- 鈴木翔吾
- 青海航平
- 花ヶ前浩一
- 岡加寿美

『帰ってきたバカリズムマン』
- バカリズムマン - 升野英知
- 怪人ボーズ - Bose（スチャダラパー）
- 車谷博士 - 池田鉄洋
- カピバラ伯爵 - おかゆ太郎
- 木村勇太
- 二木ちやこ

## スタッフ
- ほぼ監督＆脚本＝升野英知（バカリズム）
- エンディングテーマ＝バカリズム「バカリズム THE MOVIE 音頭」
- 企画・全体構成＝酒井健作
- 演出・プロデューサー＝住田崇
- カメラ＝日名透、白石晋也
- 音声＝岡本洋平、阿保毅、星野聡太
- 照明＝根建勝広、香川和代
- 美術＝本田邦宏、河野剛志、植田展行、渡邊成就
- 衣装＝佐藤和代、生井江巳子、岡田憲枝
- メイク＝太田愛、小西修
- 編集＝大西秀明、駄竹清嘉
- CG＝斉藤良浩、島田欣征
- イラスト＝宮学
- 選曲＝石川良則
- 振付＝土屋正樹
- 音楽＝カンケ、TUCKER、奥村愛子
- 制作＝LOVE&POP
- 技術＝DEEP、プログレッソ
- 製作＝ソニー・ミュージックエンタテインメント

## DVD
- 「バカリズム THE MOVIE」

発売：2012年11月21日
販売元：アニプレックス 